# Sadówka (potok)
Sadówka – potok, prawostronny dopływ Nysy Szalonej o długości 13,28 km.
Źródło potoku znajduje się na północnym grzbiecie masywu Krąglaka. Sadówka przepływa przez Sady Górne i Sady Dolne i wpada do Nysy Szalonej w Wolbromku.
W dzisiejszych warunkach klimatycznych, a także z powodu przeprowadzonych na potoku prac hydrotechnicznych, które pozbawiły jego koryto funkcji retencyjnej, poziom wody w nim przez większości roku jest niski. Sadówka słynie na Pogórzu Bolkowskim z gwałtownych i destrukcyjnych wezbrań powodowanych ulewnymi deszczami, powodowała podtopienia w latach: 1885, 1903, 1999.
Równolegle do nurtu potoku, pomiędzy Wolbromkiem a Sadami Górnymi, planowany jest przebieg drogi ekspresowej S3 z wybudowaniem 2 mostów na rzece.